# Glen Park
Glen Park – wieś w Stanach Zjednoczonych, w stanie Nowy Jork, w hrabstwie Jefferson.